# قطعنامه ۱۱۰ شورای امنیت
قطعنامه  ۱۱۰ شورای امنیت سازمان ملل متحد که در تاریخ ۱۶ دسامبر ۱۹۵۵ تصویب شد، سندی بین‌المللی دربارهٔ سؤال از بررسی منشور سازمان ملل متحد است. این قطعنامه طی نشست ۷۰۷ام با ۹ موافق، ۱ مخالف و ۱ ممتنع تصویب شد.